# Janja Napast
Janja Napast, slovenska novinarka in političarka, * 11. september 1985.
Trenutno je kot članica Slovenske demokratske stranke poslanka 6. državnega zbora Republike Slovenije.